# Hooters
Hooters is een Amerikaanse restaurantketen met restaurants verspreid over de hele wereld. Kenmerkend voor de restaurants is dat de bediening veelal bestaat uit schaars geklede jongvolwassen vrouwen: de Hooters Girls. De naam Hooters is dan ook een informele verwijzing naar (grote) borsten, en naar het logo van de keten: de roep van de uil (Engels: hooting).
De Hooters Girls dragen normaal gesproken een witte tanktop, een kort oranje broekje, witte schoenen met hoge hakken of plateauzolen zonder sokken en desgewenst een panty die een gebruinde huid benadrukt tijdens hun werk. Op vrijdagen dragen zij zwarte kleding, en op dinsdag een militaire outfit.
De keten is regelmatig mikpunt van kritiek omdat het concept van de restaurants, dat berust op seksuele objectificatie van vrouwen, vrouwonterend zou zijn.
De restaurants serveren onder meer burgers, kipvleugels (wings), vis en schaaldieren, en alcoholische dranken.
Het eerste restaurant van Hooters werd op 4 oktober 1983 geopend in Clearwater. Sinds 2016 telt het bedrijf meer dan 430 restaurants en in 2021 telde het wereldwijd meer dan vijftienduizend werknemers.

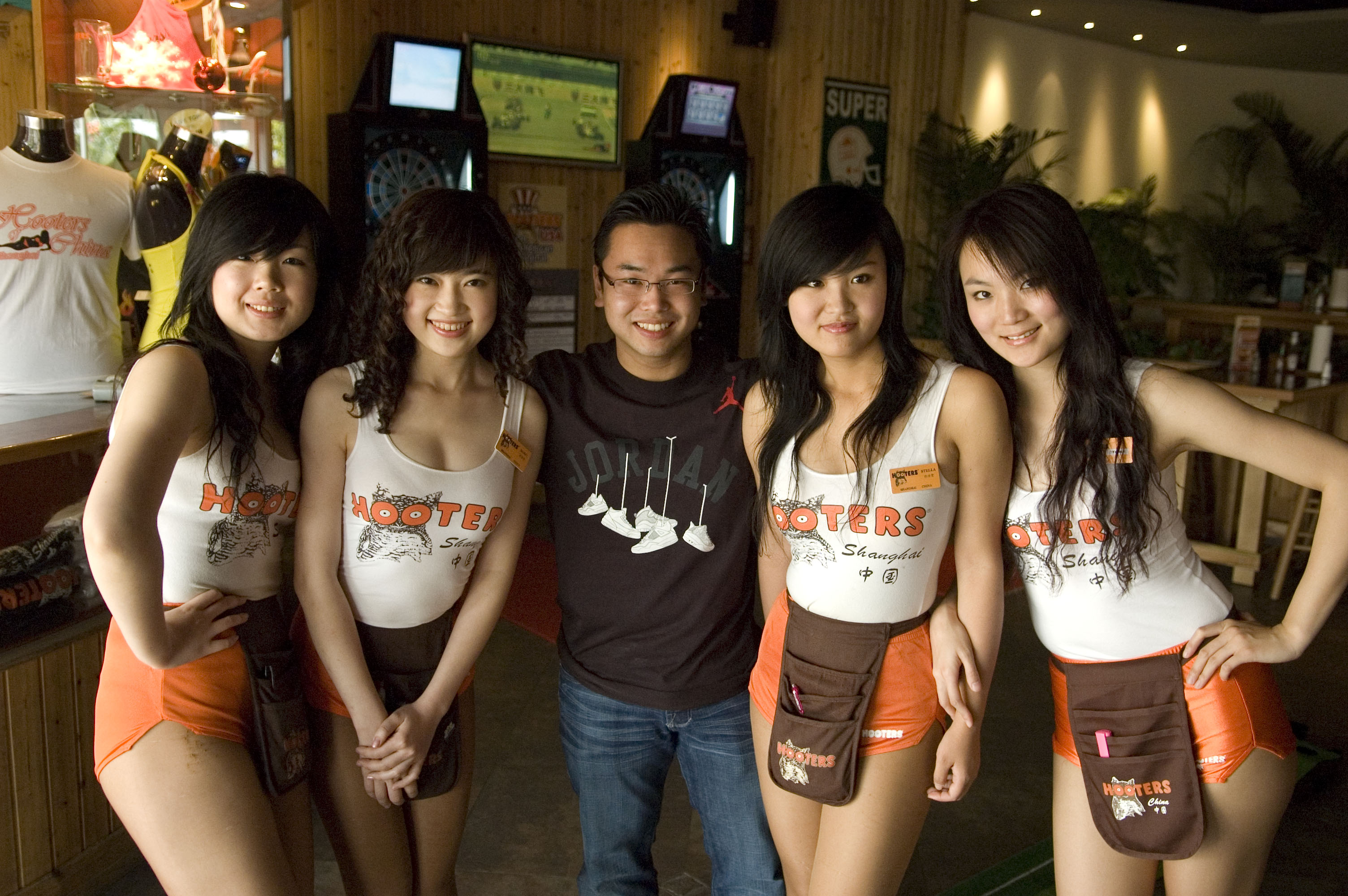
Hooters Girls in standaard-uniform in Shanghai (China)
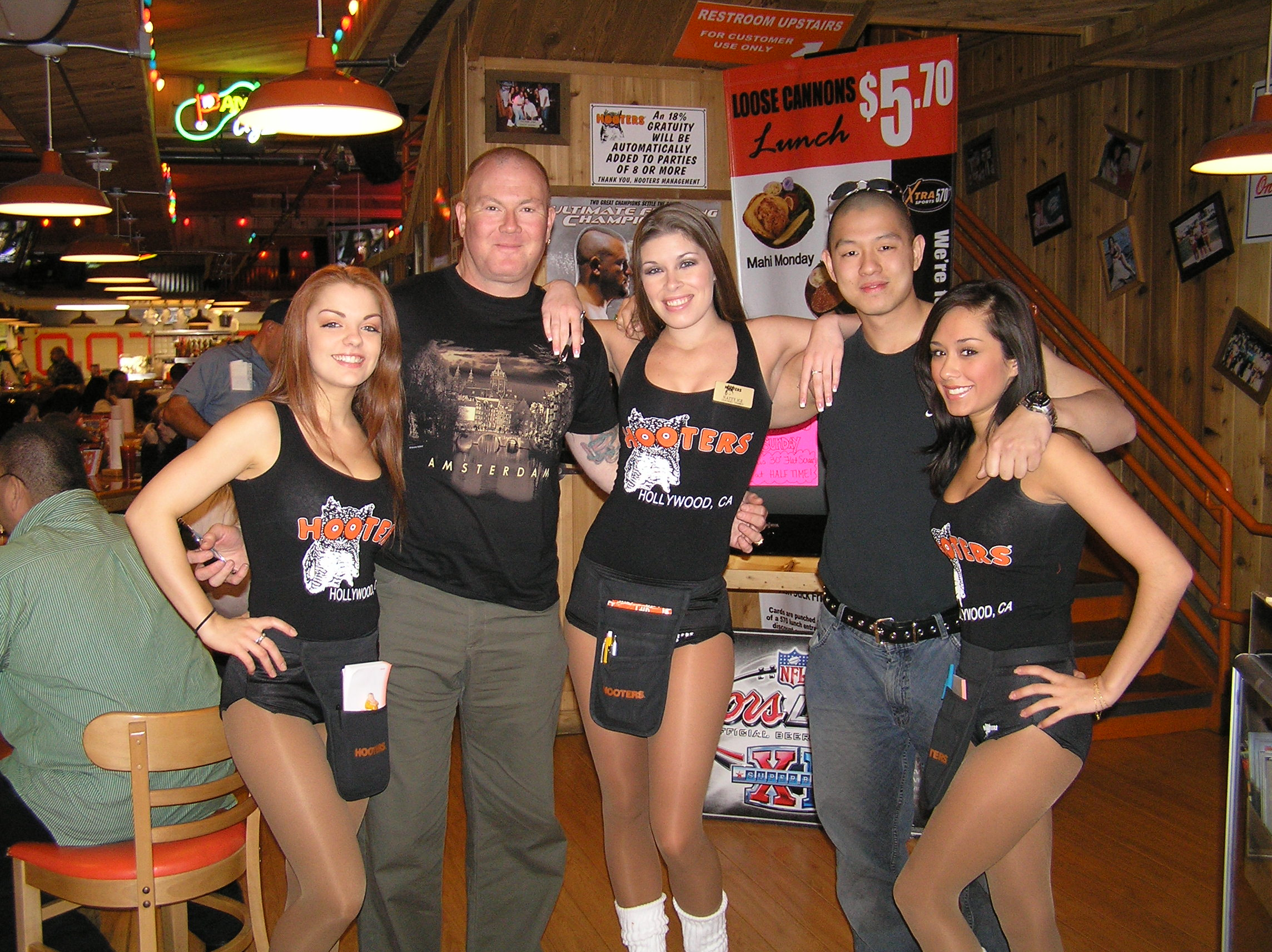
Zwarte (vrijdag-)kleding
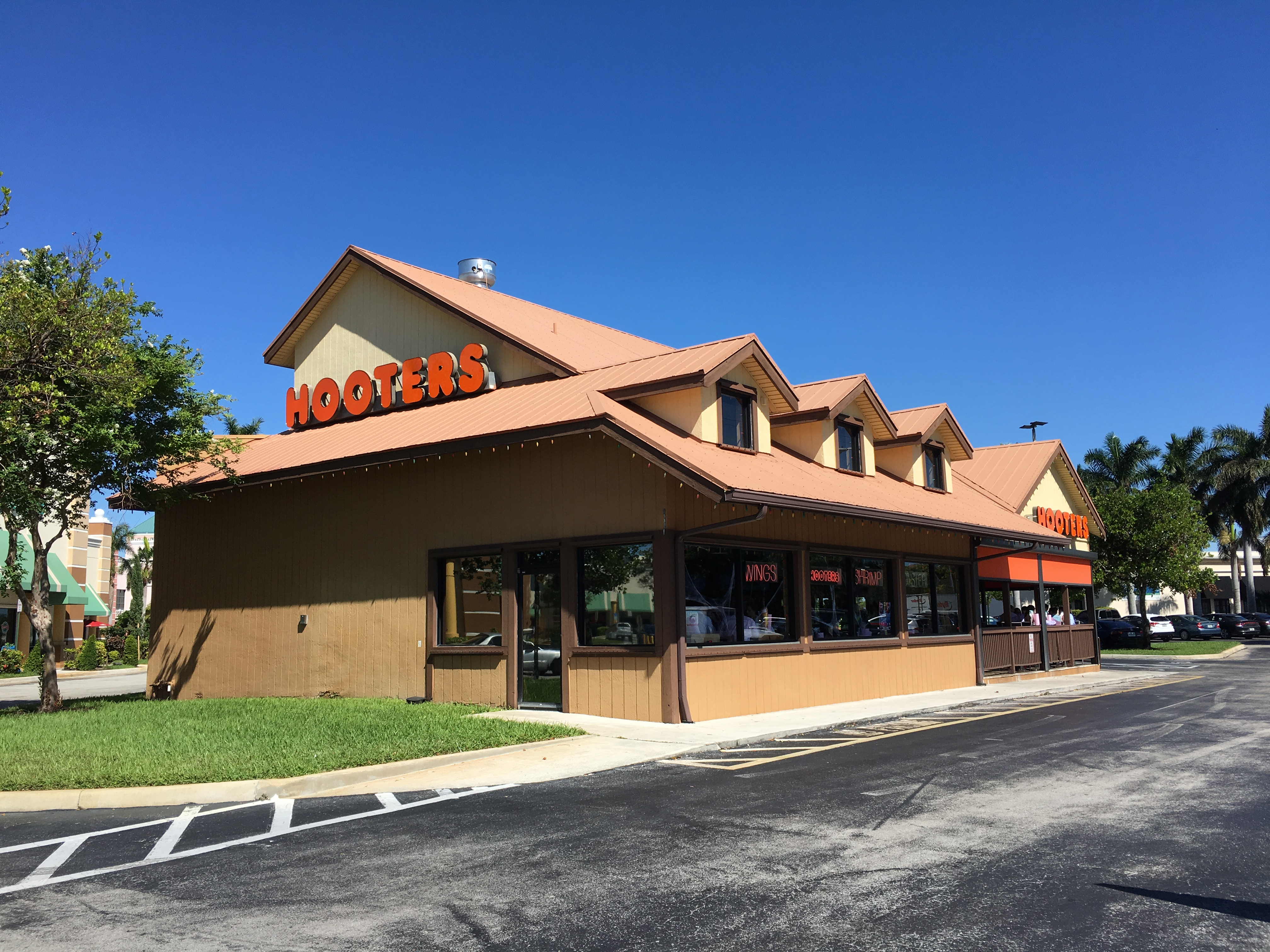
Een Hooters-restaurant in Fort Lauderdale
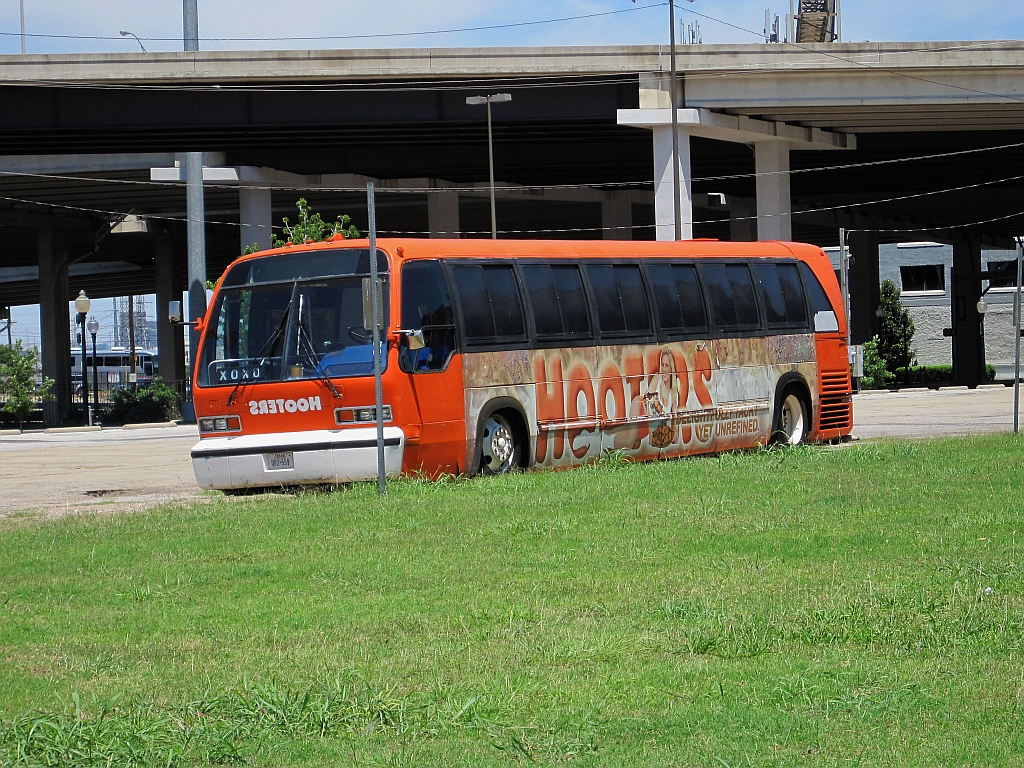
Busreclame

In 2003-2006 was het bedrijf actief in de luchtvaart, onder de naam Hooters Air. Het had enkele vliegtuigen ter beschikking en gebruikte tijdens vluchten een soortgelijke formule. De vliegtuigen dienden als uithangbord voor de organisatie.